# Franc Režonja
Franc Režonja, rimokatoliški duhovnik, župnik, škofijski vikar, duhovni oskrbnik porabskih Slovencev, * 13. januar 1947, Turnišče.

## Življenje in delo
Rodil se je v Prekmurju. Starši so ga spodbujali za duhovniški poklic. V duhovnika je bil posvečen 29. junija 1971. Duhovniško službo je začel v župniji v Muti na Koroškem. Od leta 1972 do leta 1984 je kaplanoval v župniji Lendava, kjer se je malo naučil tudi madžarsko. Od leta 1984 do leta 1995 je služboval v stolni župniji Murska Sobota, vmes je soupravljal tudi župnijo Kančevci in župnijo Martjanci. Leta 1995 je sprejel službo župnika v župniji Dobrovnik.
Med letoma 1984 in 1991 je opravljal prodekansko službo murskosoboške dekanije. Med letoma 2001 in 2006 je bila prodekan lendavske dekanije.
Z ustanovitvijo škofije v Murski Soboti (2006) je Režonja postal generalni vikar in kancler, hkrati je bil član duhovniškega sveta, zbora svetovalcev, škofijskega gospodarskega sveta in škofijskega pastoralnega sveta. Leta 2011 je poimenovan za župnika v Razkrižju.
Papež Janez Pavel II ga je imenoval za papeškega monsignorja. Vikarsko službo je opravljal najprej pri  Marjanu Turnšku, nato pri Petru Štumpfu.
Trenutno je dekan dekanije Ljutomer in škofov vikar za narodnostne skupnosti (v tej funkciji je oskrbnik porabskih Slovencev na Madžarskem). Tudi pomaga kot duhovni pomočnik v župniji Lendava.

## Odlikovanja
19. avgusta 2016 je bil odlikovan z viteškim redom za zasluge od Republike Madžarske, ki ga mu je podelil takratni madžarski pravosodni minister László Trócsányi.